# Cordillera Administrative Region

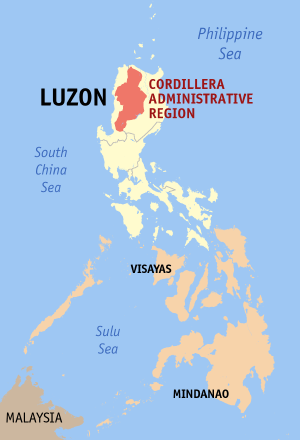
Cordillera Administrative Region na mapie Filipin

Cordillera Administrative Region (CAR) – jeden z 17 regionów Filipin, położony w północnej części wyspy Luzon. 
W skład regionu wchodzi 6 prowincji: 
- Abra
- Apayao
- Benguet
- Ifugao
- Kalinga
- Mountain Province

Ośrodkiem administracyjnym jest Baguio w prowincji Benguet. 
Powierzchnia regionu wynosi 18 294 km². W 2010 roku jego populacja liczyła 1 616 867 mieszkańców.